# Piemontita
La piemontita és un mineral sorosilicat amb la fórmula química Ca₂(Al,Mn3+,Fe3+)₃(SiO₄)(Si₂O₇)O(OH). És un membre del grup de l'epidota.
De coloració marró vermellosa a negre vermellosa, la piemontita té una ratlla vermella i un llustre vitri.
La localitat tipus correspon a la mina Prabornaz a Saint-Marcel, a la vall d'Aosta, Itàlia.
Apareix en roques metamòrfiques de la nefrita a les amfibolites, fàcies metamòrfiques i en filons de baixa temperatura en roques volcàniques alterades. També l'hi troba en dipòsits metasomàtics de menes de Manganès. Entre els seus minerals associats es troben: epidota, tremolita, glaucòfan, ortoclasa, quars i calcita.

## Història
La primera anàlisi química s'atribueix a Axel Frederik Cronstedt l'any 1758, que ho va designar com röd magnesia [vareta magnèsica]. El cavaller Napione va refer les anàlisis de Cronsted i li va donar el nom de «manganès vermell». René Just Haüy va proposar l'any 1801 el nom de «Manganèse oxidé violet silicifère» [manganès oxidat violeta silicifer]. Després, a proposta de Louis Cordier l'any 1803, Haüy va adoptar el nom de «épidote mangésifère» [epidota manganífera] en el seu tractat de 1822. L'any 1853, Kenngott va proposar el nom de «piedmontite», que la modernitat ha transformat en piemontita.
El Piemont va ser la regió d'origen del topotip (després la regió d'Aosta és una regió autònoma).